# Poganovci
Poganovci falu Horvátországban, Eszék-Baranya megyében. Közigazgatásilag Pogorácshoz tartozik.

## Fekvése
Eszéktől légvonalban 22, közúton 25 km-re délnyugatra, Szlavónia középső részén, a Szlavóniai-síkságon, az Eszékről Pogorácsra menő út mentén, Csokad és Budimci között fekszik.

## Története
Az írott források alapján a település a 18. század elején keletkezett, az itt talált középkori pénzérmék, sok török uralom előtti helynév fennmaradása és a falu határában fekvő erdőben található rom fennmaradása azonban azt erősíti, hogy a falu területén az élet folytonossága sokkal hosszabb ideje tart. A falu belterületén a Radićeva utca 20. szám alatt eddig feltáratlan történelem előtti és középkori régészeti lelőhely is található. A polgári közigazgatás felállítása után a falu területét 1745-ben a valpói uradalomhoz csatolták.
Poganovci és a szomszédos Budimci lakossága a 18. század elején két hullámban érkezett. Az egyik rész a magyarországi Baranya megyéből és tágabb környékéről, míg mások Boszniából érkeztek. Birtokosa Hillebrand-Prandau gróf volt, majd a család kihalta után 1885-ben Normann-Ehrenfels gróf szerezte meg az uradalmat. A Poganovac-Kravica-csatorna megépítése után a 19. század első felében a falu körüli vizes terület részlegesen kiszáradt. A jobbágyfelszabadítást követően a helyi parasztok földeket kaptak, de a jobb minőségű földek és az erdők továbbra is uradalmi igazgatás alatt maradtak. Poganovcit erdőben gazdag területe az uradalom jelentős gazdasági központjává tette. Téglagyárat, gőzfűrészüzemet, vadászházat építettek ide. Ezek egy része ma is áll. 1945 után az erdők állami tulajdonba kerültek.
Az első katonai felmérés térképén „Poganovcze” néven található. Lipszky János 1808-ban Budán kiadott repertóriumában „Poganovcze” néven szerepel.
Nagy Lajos 1829-ben kiadott művében „Poganovcze” néven 53 házzal, 9 katolikus és 296 ortodox vallású lakossal találjuk.
A településnek 1857-ben 482, 1910-ben 688 lakosa volt. Verőce vármegye Nekcsei járásának része volt. Az 1910-es népszámlálás adatai szerint lakosságának 93%-a szerb, 4%-a horvát anyanyelvű volt. Az első világháború után 1918-ban az új szerb-horvát-szlovén állam, majd később (1929-ben) Jugoszlávia része lett. A második világháború után likai és bánsági betelepülők újabb hulláma érkezett. A falu 1991-től a független Horvátországhoz tartozik. 1991-ben lakosságának 68%-a szerb, 12%-a horvát, 10%-a jugoszláv nemzetiségű volt. A népesség összetételében az utolsó jelentős változás az 1990-es években történt, amikor a volt lakosoknak körülbelül fele a Szerémségben, Gibarac faluban élő horvátokkal cserélték el házaikat. 2011-ben a falunak 235 lakosa volt.

## Lakossága
| Lakosság változása | Lakosság változása | Lakosság változása | Lakosság változása | Lakosság változása | Lakosság változása | Lakosság változása | Lakosság változása | Lakosság változása | Lakosság változása | Lakosság változása | Lakosság változása | Lakosság változása | Lakosság változása | Lakosság változása | Lakosság változása |
| ------------------ | ------------------ | ------------------ | ------------------ | ------------------ | ------------------ | ------------------ | ------------------ | ------------------ | ------------------ | ------------------ | ------------------ | ------------------ | ------------------ | ------------------ | ------------------ |
| 1857               | 1869               | 1880               | 1890               | 1900               | 1910               | 1921               | 1931               | 1948               | 1953               | 1961               | 1971               | 1981               | 1991               | 2001               | 2011               |
| 482                | 595                | 820                | 595                | 754                | 688                | 651                | 736                | 317                | 659                | 591                | 492                | 434                | 365                | 295                | 235                |

## Nevezetességei
- Szent Illés próféta tiszteletére szentelt pravoszláv temploma[6] a 19. század elején épült. 1810-ig a Szentlélek tiszteletére volt szentelve. A homlokzat előtt álló harangtornyát 1913-ban építették. A templomban őrizték egy ideig az orahovicai kolostor templomának régi ikonjait, amelyeket a poganovci templomnak adományoztak, miután Paul Simić új ikonosztázát 1867-ben ott felállították, mígnem értéküket elismérték és visszavitték őket a kolostorba a 20. század elején. Az ikonosztáz helyére akkor állították az új, jelenlegi ikonosztázt, mely valószínűleg a zágrábi akadémiai festőművész Josip Kovacevic munkája és amely egy érdekes példája a 20. század eleje festészetének. A templom a szomszédos Budimci parókiájának igazgatása alá tartozik.
- Nepomuki Szent János tiszteletére szentelt római katolikus temploma 1970-es évek végén épült. A budimci Szentháromság plébánia filiája.
- A falu néhány utcájában a mai napig megőrződtek az autentikus népi építészet szép példái. Sajnos a falu öregedése, a régi épületek lebontása, valamint új házak építése miatt az eredeti környezet fokozatosan eltűnik. A néprajzi örökség közül egyértelműen ki kell emelni a Koronsovac-ház közelében lévő fa magtárat.[7]

## Kultúra
KUD „Gibarac” kulturális és művészeti egyesület.

## Oktatás
A településen a pogorácsi általános iskola alsó tagozatos területi iskolája működik. Az épület a 20. század elején épült emeletes épületként. A második világháború során leégett, a háború után újjáépítették, akkor nyerte el mai formáját.

## Sport
Az NK Poganovci labdarúgóklubot 1971-ben alapították.

## Egyesületek
LD „Srna” Poganovci vadásztársaság